# Agoeliërs
De Agoeliërs of Agoelen (Agoelisch: Агулар/Agular; Russisch: Агулы/Aguly) zijn een etnische groep in het zuiden van de Russische autonome republiek Dagestan. Ze spreken het Agoelisch, een Nach-Dagestaanse taal behorende tot de Lezgische groep, en hangen de soennitische islam aan. De Agoeliërs telde tijdens de laatste Russische volkstelling 28.297 mensen (2002).

## Verspreiding en levensonderhoud
Het gebied waar de Agoeliërs de meerderheid vormen zijn de dalen van de rivieren de Tsjirachtsjaj en Koerach in het oostelijke Kaukasusgebergte. Hier bevinden zich eenentwintig oude aoels (versterkte dorpen). Negentig procent van de Agoeliërs woont in het district Agoelski.
Andere gebieden waar ze zich gevestigd hebben, maar geen meerderheid vormen, is het district Derbentski, langs de Kaspische Zee, waar zich in de jaren zestig remigranten gevestigd hebben. Daarnaast wonen er Agoeliërs in en rondom de steden Machatsjkala, Derbent en Dagestanskieje Ogni.
De Agoeliërs leven vooral van landbouw en veeteelt en ongeveer 67% woont dan ook op het platteland. Steeds meer Agoeliërs beginnen echter ook in de industrie te werken.

## Verwantschap en verdere onderverdeling
Etnisch gezien zijn de Agoeliërs vooral aan de, qua aantal veel omvangrijkere naburige Lezgiërs verwant.
Er zijn vier verschillende groepen Agoeliërs, die ook in vier verschillende bergdalen leven; de Agoeldere, Koerachdere, Choesjandere en de Chpjoekdere.

## Taal
Naast het Agoelisch beheersen de Agoeliërs het Russisch. Daarnaast beheersen enkele families het Azerbeidzjaans en het verwante Lezgisch.
Sinds 1992 wordt er lesgegeven in het Agoelisch. Een regionale krant die in het Agoelisch verschijnt is de Ag'ularin habarar (Агъуларин хабарар).
Abazijnen ·
Abchaziërs ·
Achvachen ·
Adygeeërs ·
Aino ·
Aleoeten ·
Aljoetoren ·
Altaj (Oirot) ·
Andi ·
Armeniërs ·
Avaren ·
Azerbeidzjanen·
Balkaren ·
Baraba ·
Basjkieren ·
Bergjoden ·
Boerjaten ·
Chakassen ·
Chanten ·
Chinezen ·
Dargienen ·
Dolganen ·
Enetsen ·
Evenen ·
Evenken ·
Georgiërs ·
Grieken ·
Ingoesjen ·
Ingriërs ·
Itelmenen ·
Jakoeten ·
Joden ·
Joekagieren ·
Joepiken ·
Kabardijnen ·
Kalmukken ·
Kamtsjadalen ·
Karatsjajers ·
Kareliërs ·
Kazachen ·
Kereken ·
Ketten ·
Komi ·
Koreanen ·
Korjaken ·
Korjo-saram ·
Krim-Tataren ·
Lezgiërs ·
Mansen ·
Mari (Tsjeremissen) ·
Meschetische Turken ·
Mordwienen ·
Nanai ·
Negidalen ·
Nenetsen (Joeraken) ·
Nganasanen ·
Nivchen (Giljaken) ·
Nogai ·
Oedegen ·
Oedmoerten ·
Oekraïners ·
Oeltsjen ·
Oezbeken ·
Oroken ·
Orotsjen ·
Osseten ·
Polen ·
Pomoren ·
Rusland-Duitsers (inclusief Wolga-Duitsers) ·
Russen ·
Samen (Lappen) ·
Selkoepen ·
Sjoren ·
Sojoten ·
Tabassaranen ·
Perzen (Tadzjieken) ·
Taten ·
Teleoeten ·
Tofalaren ·
Tsachoeriërs (Caxur) ·
Tsjerkessen ·
Tsjetsjenen (Noxchi) ·
Tsjoektsjen ·
Tsjoelymen ·
Tsjoevanen ·
Tsjoevasjen ·
Turkmenen ·
Toevanen ·
Wepsen ·
Belarussen (Wit-Russen) ·
Wolga-Tataren ·
Woten